# 出公 (衛)
出公（しゅつこう、紀元前?年 - 紀元前469年）は、衛の第30代および第33代君主。姓は姫、諱は輒。29代衛霊公の孫であり、荘公蒯聵の子。その蒯聵と争った。

## 生涯
衛の太子・蒯聵の子として生まれる。
霊公42年（前493年）、蒯聵が霊公に放逐されて晋にいたので、霊公は代わりに子の郢（えい）を太子にしようとしたが断られ、その4月に薨去してしまった。霊公夫人の南子はふたたび郢に太子になるよう頼んだが、やはり断られた。そこで郢は蒯聵の子である輒を勧めたため、輒が立って衛公（以降は出公と表記）となった。6月、晋の趙鞅（趙簡子）は蒯聵を衛に入れようとして彼を帰国させた。これを聞きつけた衛は出兵して蒯聵を迎え撃った。蒯聵は入国できず宿（せき）に入って立てこもった。10月、霊公を葬った。
出公元年（前492年）、斉の国夏と衛の石曼姑は戚を包囲し、衛は中山にも援軍を頼んだ。
出公3年（前490年）夏、晋の趙鞅が軍を率いて衛を攻撃した。
出公8年（前485年）5月、公孟彄が斉から帰国した。この年、孔子が陳から衛にやって来た。
出公9年（前484年）、大夫の孔圉（孔文子）が用兵について孔子に問うたが、孔子は答えなかった。その後、魯から迎えが来たので孔子は帰っていった。冬、世叔斉が宋へ出奔した。
出公10年（前483年）秋、呉の勧めにより出公は魯の哀公、宋の皇瑗と鄖（呉の地）で会合した。このとき出公は呉と盟を結ばなかったため、呉に監禁された。しかし、子貢の説得により出公は釈放され、帰国することができた。帰国した出公は夷の（つまり呉の）言葉を習ったという。
出公11年（前482年）秋、晋の魏侈（魏襄子）の軍が衛に侵入した。
出公12年（前481年）秋、晋の趙鞅が軍を率いて衛を攻撃した。
出公13年（前480年）秋、晋の趙鞅が軍を率いて衛を攻撃した。孔圉の没後、孔氏の侍童である渾良夫と孔圉の妻である伯姫（蒯聵の姉）が密通した。そこで伯姫は渾良夫を宿（せき）にいる蒯聵のもとへ遣わして紹介させた。蒯聵は2人の婚約を認めるとともに、自分を衛に戻すよう頼んだ。蒯聵と渾良夫は孔氏の邸に忍び込み、伯姫とともに蒯聵即位を迫った。この騒ぎを聞いた孔氏の家老の欒甯はすぐさま出公を連れて脱出し、翌年（前479年）の1月に魯へ到着した。
衛君起の元年（前477年）夏、叔父の衛君起が石圃に追放されて斉へ出奔したため、出公は斉から帰国した。出公は復位すると石圃を追放し、石魋と太叔遺を衛に呼び戻した。
出公後元年（前476年）、出公は亡命中の従者を褒賞した。
出公後7年（前470年）夏、褚師比・公孫弥牟・公文要・司寇亥・司徒期らが乱を起こしたため、出公は宋へ出奔した。
悼公元年（前469年）5月、魯の叔孫舒は越の皋如・舌庸、宋の楽茷と会合し、出公を衛に入れようとした。衛では従弟の公孫弥牟（子南文子、公子郢の子）が迎え入れようとしたが、公文要（公文懿子）が反対した。そこで衛軍は諸侯軍と戦ったが敗北し、公孫弥牟は門を開けて出公を入れようとした。しかし、出公は伏兵を恐れて結局衛に入ることはなかった。その後、出公は越の地で亡くなった。
その後、叔父の公子黔が出公の太子を攻め滅ぼして位についた（悼公）。

## 参考資料
- 『春秋左氏伝』（哀公二年、三年、五年、十年～十六年、十八年、二十五年、二十六年）
- 司馬遷『史記』（衛康叔世家第七）